# 下駄釣りと脚立釣り
下駄釣りと脚立釣り（げたづりときゃたつつり）は日本最古の釣りの案内書といわれる「何羨録」に書かれている釣りの手法である。

## 概要
天下太平の世から江戸詰めの大名や旗本には余暇が生まれ、時間の使い道として江戸湾での釣りが広まり、やがて庶民の間でも流行、江戸の趣味文化の一つとして確立されたといわれる。同書によると釜・渋柿などと呼ばれていた当時の浦安沖周辺では特に盛んで、釣り人を魅了するアオギスがつれたといわれる。天保期までは干潟を高下駄で歩きながら釣る「下駄釣り」が、江戸時代後半からは海に脚立を立てて釣る「脚立釣り」が流行した。この脚立に乗って海に糸を垂れる光景は、初夏の江戸の風物詩として浮世絵に描かれている。